# Horton (Ontario)
Horton es un municipio canadiense situado en la provincia de Ontario.

## Superficie
Horton tiene una superficie de 158,02 km².

## Demografía
En 2021, tenía 3182 habitantes, una densidad poblacional de 20,1 hab./km², y 1486 viviendas.